# Manuel Guedes
Manuel Fernando d'Azevedo Guedes, conegut com a Guedes (nascut el 2 de maig de 1953) és un antic futbolista portuguès.
Va jugar 14 temporades i 343 partits a la Primeira Liga amb el Varzim SC, Braga, Porto, SC Beira-Mar i Leixões SC.

## Carrera de club
Va debutar a la Primera Lliga amb el Porto l'11 de setembre de 1972 com a titular en una derrota per 0-1 davant l'Sporting.